# Lonchodiodes putingmantsa
Lonchodiodes putingmantsa är en insektsart som först beskrevs av Oliver Zompro 2003.  Lonchodiodes putingmantsa ingår i släktet Lonchodiodes och familjen Phasmatidae. Inga underarter finns listade i Catalogue of Life.